# When the Lights Go Out
When the Lights Go Out is een nummer van de Britse boyband 5ive uit 1998. Het is de tweede single van hun titelloze debuutalbum.
Als opvolger van de debuutsingle Slam Dunk (Da Funk) werd ook "When the Lights Go Out" een hit voor 5ive. De plaat bereikte de 4e positie in thuisland het Verenigd Koninkrijk. In de Nederlandse Top 40 bereikte het nummer een bescheiden 32e positie, terwijl in de Vlaamse Ultratop 50 de 13e positie werd gehaald.